# Rudolf Diels
Rudolf Diels (16. prosince 1900 Berghausen – 18. listopadu 1957 Katzenelnbogen) byl německý politik, v letech 1933–1934 šéf Gestapa.

## Mládí
Rudolf Diels se narodil v Berghausenu v pohoří Taunus jako syn farmáře. Působil v armádě během první světové války a poté od roku 1919 odešel studovat právo na univerzitu v Marburgu. V roce 1930 nastoupil do pruského ministerstva vnitra a v roce 1932 byl povýšen na poradní funkci v pruské policii a zaměřil se na potlačování politických radikálů, komunistů i nacistů. Když se k moci dostal Adolf Hitler, byl Diels šéfem pruské politické policie v Berlíně.

## V čele gestapa
Když byl Göring v roce 1933 ministrem Pruska, nahradil Karla Severinga, byl ohromen Dielsovou prací a novým závazkem vůči nacistické straně. Göring ho v dubnu 1933 jmenoval vedoucím nového pruského oddělení státní policie 1A, který se zabýval politickými zločiny. Oddělení 1A bylo brzy přejmenováno na gestapo. Byl hlavním vyšetřovatelem Marinuse van der Lubbeho po požáru Reichstagu 27. února 1933.
Diels brzy přitáhl pozornost politických soupeřů včetně Reinharda Heydricha. Těsně se vyhnul popravám během noci dlouhých nožů a utekl z funkce na dobu pěti týdnů. Když byla kontrola nad gestapem udělena Heinrichu Himmlerovi, Diels byl propuštěn. Poté byl krátce náměstkem policejního prezidenta v Berlíně, než byl jmenován do místní vlády v Kolíně nad Rýnem jako regierungspräsident (administrativní prezident).
Udržoval svůj vztah s Göringem a oženil se s jeho sestřenicí, Ilse Göringovou. Göring ho několikrát zachránil z vězení, zejména jednou v roce 1940, kdy odmítl nařídit zatčení Židů.

## Po válce
Předložil přísežné prohlášení pro stíhání v norimberských soudních řízeních, ale byl také povolán Göringovým obhájcem, aby svědčil. Později sloužil v poválečné vládě Dolního Saska od roku 1950 a poté na ministerstvu vnitra až do svého odchodu do důchodu v roce 1953. Zemřel následkem nehody při lovu.
Dielsovy monografie, Lucifer Ante Portas: Von Severing bis Heydrich, byly vydány v roce 1950. Dílo Der Fall Otto John bylo vydáno po jeho odchodu do důchodu (1954).